# Les Amants
Les Amants is een Franse dramafilm uit 1958 onder regie van Louis Malle. De film is gebaseerd op de novelle Point de lendemain (1777) van de Franse auteur Vivant Denon.

## Verhaal
De aantrekkelijke Jeanne Tournier is getrouwd met een rijke uitgever. Ze gaat regelmatig met haar vriendin Maggy naar polowedstrijden. Zo wordt ze verliefd op de polospeler Raoul Flores. Er ontstaat een platonische relatie. Jeannes man ruikt echter onraad.

## Rolverdeling
| Acteur                  | Personage              |
| ----------------------- | ---------------------- |
| Jeanne Moreau           | Jeanne Tournier        |
| Alain Cuny              | Henri Tournier         |
| José Luis de Vilallonga | Raoul Flores           |
| Judith Magre            | Maggy Thiebaut-Leroy   |
| Jean-Marc Bory          | Bernard Dubois-Lambert |
| Gaston Modot            | Coudray                |